# Dernier convoi pour l'Oregon
Dernier convoi pour l'Oregon est le deuxième album de la série de bande dessinée Jonathan Cartland.

## Personnages clés
- Jonathan Cartland : trappeur, justicier, aussi surnommé « Cheveux jaunes » par les indiens. Spécialiste des jurons en anglais : « Blast it ! », « Good Lord ! », « Jumpin’ Jehosephat » ou « Smockin’ Jericho » figurent parmi les plus répétés.
- Petite Neige : sioux Oglala, épouse de Cartland
- Black Turtle : Il recueille le fils de Jonathan et Petite Neige
- capitaine Forman : officier de cavalerie. Il a pour mission de reconnaître les meilleurs emplacements pour bâtir des camps fortifiés le long de la piste Bozeman.
- Pete et Slim : éclaireurs de la troupe de Forman
- Famille Tannegan : pionniers. Il y a Patrick et Maureen, les parents, et leur fils Jimmy.
- Samuel Phipps : Chef du convoi des pionniers.
- Louis : métis, scout au fort Hope, éclaireur aussi appelé « sang-mêlé »
- Stevens : bandit borgne, chef d'un trio infernal
- indiens Shoshones, notamment l'assassin de Petite Neige, et indiens Yakimas.

## Histoire
1857, Absaroke Mountains. Petite Neige donne naissance à un fils. Au retour d’une chasse, Jonathan découvre son cadavre. Sa main serre encore deux plumes d’aigle montées à la manière Shoshone. Ivre de douleur, il confie son fils à Black Turtle et marche au hasard de ses hallucinations. Il est trouvé par deux éclaireurs qui le remettent sur pied. Ils rejoignent l’escouade du capitaine Forman, qui explorait la région de la piste Bozeman, attaquée par les indiens, qui leur ont volé leurs chevaux. Ils sont en très mauvaise posture. Cartland se porte volontaire pour aller chercher des secours à fort Laramie. Il parvient à donner l’alerte.
A fort Laramie, Jonathan sombre dans l’alcool. Louis, de passage, lui propose de prendre la tête d’un convoi de pionniers en partance pour l’Oregon. Avec son aide, Jonathan reprend figure humaine et cesse de boire. Louis lui procure un colt Navy calibre 36 et une carabine.
Juillet 1858, le convoi prend la route, pressé de passer les montagnes avant l’hiver. Une rixe éclate entre pionniers, Patrick Tannegan est blessé mortellement, son agresseur, Stevens, prend la fuite. À un point d’eau, le convoi croise des indiens Shoshones. Parmi eux, Jonathan reconnaît la parure de l’assassin de Petite Neige. Le conseil des Anciens accède à la requête de justice de Jonathan et décident d’un combat entre les deux ennemis. Jonathan sort vainqueur et peut commencer à repenser à l'avenir. Parti à la recherche de Louis qui n’est pas rentré de la chasse, Cartland tombe dans le piège de Stevens, qui se révèle être un bandit en fuite désireux de dépouiller les pionniers de leurs biens, et de ses acolytes. Ils veulent tuer les hommes du convoi pour arriver à leurs fins. Mais, Cartland avait senti le coup fourré et n’est pas venu seul. Avec l'aide de Pete, un pionnier du convoi, il tue les complices de Stevens qui meurt sous un éboulement dans sa fuite. Ils rejoignent le convoi avec Louis, qu'ils ont libéré.
Plus loin, le convoi est attaqué par des indiens Yakimas, au bord de la famine depuis que l'agence gouvernementale leur a livré de la nourriture avariée. Cartland leur donne des vivres. La caravane passe. Le dernier col est difficile, les colons sont pris dans la tempête. Ils doivent finir à pied et arrivent à Fairmont le 25 octobre 1858. Cartland y passe l’hiver avant de reprendre son chemin, sans tenir compte de l'intérêt que lui portent Maureen, la veuve de Patrick Tannegan, et son fils Jimmy. Il déclare ne plus pouvoir se fixer, et avoir un fils qui l'attend.